# NGC 1530
NGC 1530 is een balkspiraalstelsel in het sterrenbeeld Giraffe. Het hemelobject werd in 1877 ontdekt door de Duitse astronoom Ernst Wilhelm Leberecht Tempel.

## Synoniemen
- PGC 15018
- UGC 3013
- IRAS04170+7510
- MCG 13-4-4
- KUG 0417+751
- ZWG 327.17
- 7ZW 12
- ZWG 347.4
- KARA 147